# HEW Cyclassics 2005
La 10e édition de la HEW Cyclassics a eu lieu le 31 juillet 2005. Il s'agit de la 18e épreuve de l'UCI ProTour 2005. L'Italien Filippo Pozzato (Quick Step-Innergetic) s'est imposé au sprint devant Luca Paolini et Allan Davis.

## Récit

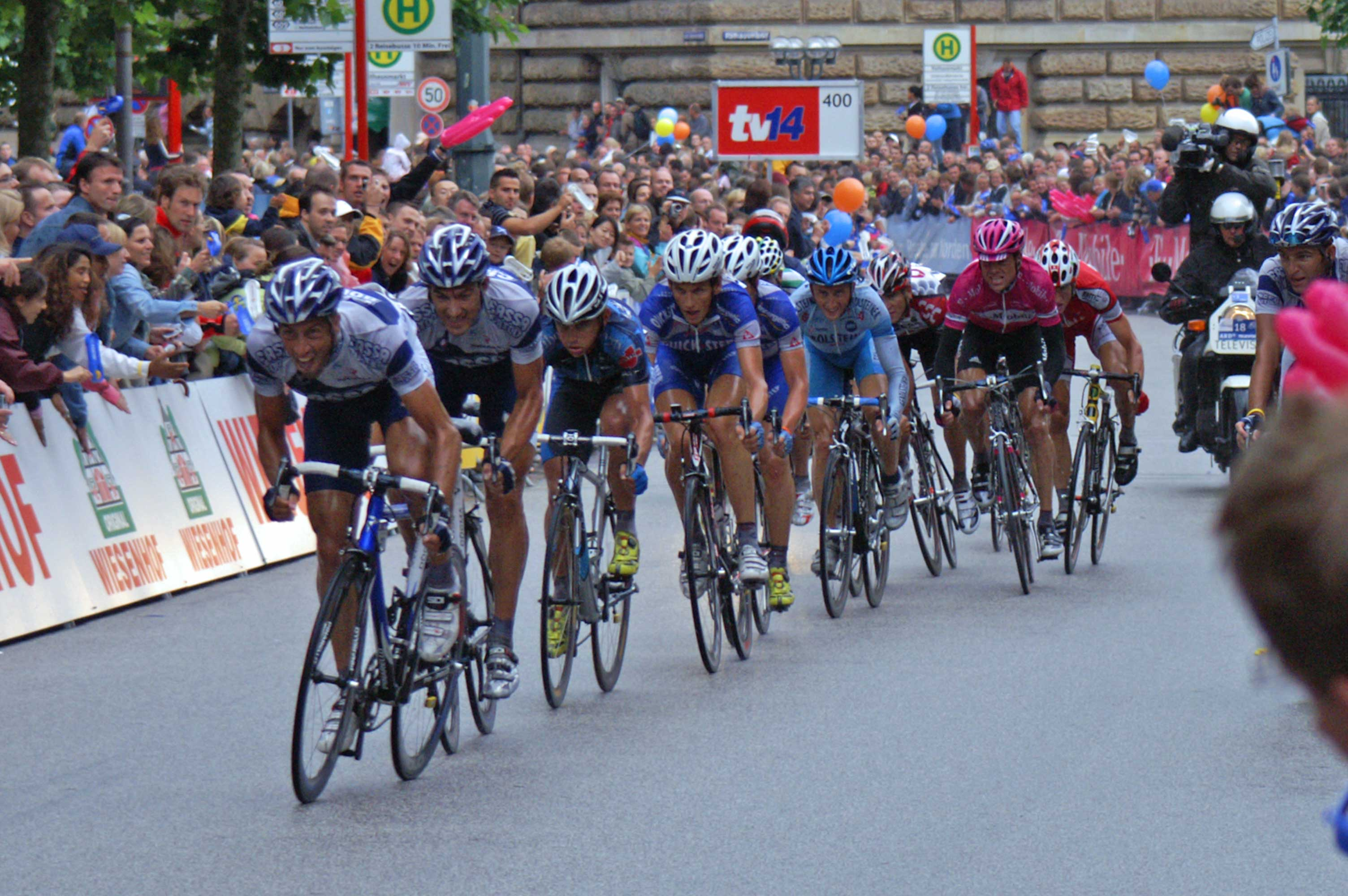
Le final de la HEW Cyclassics 2005

## Classement final
|    | Coureur             | Pays      | Équipe                | Temps           |
| -- | ------------------- | --------- | --------------------- | --------------- |
| 1  | Filippo Pozzato     | Italie    | Quick Step-Innergetic | 6 h 00 min 59 s |
| 2  | Luca Paolini        | Italie    | Quick Step-Innergetic | m.t.            |
| 3  | Allan Davis         | Australie | Liberty Seguros-Würth | m.t.            |
| 4  | Fabian Cancellara   | Suisse    | Fassa Bortolo         | m.t.            |
| 5  | Davide Rebellin     | Italie    | Gerolsteiner          | m.t.            |
| 6  | Martin Elmiger      | Suisse    | Phonak                | m.t.            |
| 7  | Salvatore Commesso  | Italie    | Lampre-Caffita        | m.t.            |
| 8  | Vladimir Gusev      | Russie    | Team CSC              | m.t.            |
| 9  | Juan Antonio Flecha | Espagne   | Fassa Bortolo         | m.t.            |
| 10 | Bert Grabsch        | Allemagne | Phonak                | m.t.            |